# Maria Minerva
Maria Minerva (ur. jako Maria Juur 15 marca 1988 w Tallinnie) – estońska artystka muzyczna, wokalistka, autorka tekstów, DJ.
Jest córką krytyka muzycznego Marta Juura. Studiowała historię sztuki na Estońskiej Akademii Sztuk Pięknych. Po otrzymaniu licencjatu przeniosła się na dalsze studia do Londynu, na Goldsmiths’ College. W 2011 roku podpisała kontrakt z wytwórnią Not Not Fun i wydała kasetę Tallinn At Dawn. W październiku 2012 ukazał się album The Integration nagrany wspólnie z LA Vampires.

## Dyskografia
- Sacred and Profane Love EP (100% Silk, 2011)
- Cabaret Cixous CD/LP (Not Not Fun, 2011)
- Noble Savage 12" EP (100% Silk, 2011)
- Tallinn At Dawn CS (Not Not Fun, 2011)
- Maria Minerva/LA Vampires The Integration LP (Not For Fun, 2012)
- Bless EP (100% Silk, 2013)
- Histrionic LP (Not Not Fun, 2014)